# Grovare
Grovare är den tidigare kyrkbyn i Grovare socken i Ulricehamns kommun. År 1874 invigdes en gemensam kyrka istället för Fänneslunda och Grovare kyrkor.
Som kuriosa kan nämnas att byn då och då figurerat i media på grund av sitt namn. Vägskylten till byn angav förr avståndet sex kilometer, men efter upprepade stölder ändrades skylten så att den nu lyder "Grovare 5".